# Tokudaiji Saneatsu
Tokudaiji Saneatsu (徳大寺 実淳?   22 de junio de 1445 - 12 de septiembre de 1533) fue un kugyō (cortesano japonés de clase alta) que vivió durante la era Muromachi. Fue miembro de la familia Tokudaiji (derivada del clan Fujiwara) e hijo del cortesano Tokudaiji Kin'ari.
Ingresó a la corte imperial en 1456 con el rango jugoi inferior, y fue ascendido en 1457 al rango jushii inferior y nombrado chambelán. En 1460 fue promovido a jushii superior, en 1461 a shōshii inferior y en 1462 al rango jusanmi, convirtiéndose en cortesano de clase alta. En 1463 fue nombrado vicegobernador de la provincia de Echizen, en 1465 fue asginado a gonchūnagon y promovido a gondainagon en 1468. Fue ascendido al rango shōsanmi en 1467 y al rango junii en 1476.
En 1481 fue nombrado naidaijin, cargo que mantuvo hasta 1485; y en 1487 fue ascendido como sadaijin, hasta 1493. En 1482 fue promovido al rango shōnii y en 1485 al rango juichii. Finalmente entre 1509 y 1511 fue nombrado Daijō Daijin (Canciller del Reino). 
En 1511 abandonó su vida como cortesano y se convirtió en monje budista (shukke), tomando el nombre de Ninkei (忍継?) y fallecería en 1533. Tuvo como hijos a Tokudaiji Kintane, Hino Uchimitsu, Tokudaiji Fusako (esposa de Konoe Hisamichi) y la esposa de Koga Michinobu.